# Tarso Dutra
Paulo de Tarso de Morais Dutra (Porto Alegre, 15 de mayo de 1914  — Porto Alegre, 5 de mayo de 1983) fue un abogado y político brasileño, hijo del médico Vicente de Paula Dutra y de Tarcila Morais Dutra.

## Biografía
Hizo sus estudios secundarios en el Ginásio Santa Maria, en Santa Maria (RS), graduándose más tarde en ciencias jurídicas y sociales por la Facultad de Derecho del Río Grande del Sur. En 1946 fue elegido diputado provincial por el PSD en la 38.ª Legislatura de la Asamblea Legislativa del Río Grande del Sur, luego fue elegido diputado federal en octubre de 1950 por el PSD, cargo por el cual fue reelegido en cuatro ocasiones (1954, 1958, 1962 y 1966).
Ministro de Educación de 15 de marzo de 1967 a 30 de octubre de 1969, durante los gobiernos Costa y Silva y de la Junta Militar de 1969. En su gestión implementó el Mobral y los acuerdos MEC-Usaid. El 25 de junio de 1968, Tarso Dutra proferió un discurso a través de la televisión en el cual anunció reformas en la estructura del MEC. En este periodo, ocurrieron algunas manifestaciones estudiantiles contra el régimen, como por ejemplo la Marcha de los Cien Mil, un día después de su pronunciamento en la televisión. Fue uno de los encargados de revisar el texto del Acto Institucional Número Cinco. En junio de 1969, aprobó un plan de aplicación de recursos en el área del Patrimonio Histórico Nacional, visando proporcionar financiación para proyectos relacionados con investigaciones y protección de casas de campo arqueológicas en diversos puntos del territorio nacional.
Tuvo participación decisiva en la elaboración del texto final del Decreto-Ley n.º 938 , que reglamentó la Fisioterapia y la Terapia Ocupacional.
Electo senador en 1970, en 1978 fue senador biônico por culpa del Paquete de Abril del presidente Ernesto Geisel
Casado con Maria Leontina Degrazia Dutra, con la que tuvo dos hijos, falleció en 1983 en pleno ejercicio del cargo en el Senado Federal.